# Sant Genís de Pacs del Penedès
Sant Genís és una església parroquial al costat del cementiri, als afores del nucli urbà de Pacs del Penedès (Alt Penedès) inclosa a l'Inventari del Patrimoni Arquitectònic de Catalunya. L'església de Sant Genís de Pacs va ser construïda el segle xvii, d'acord amb la inscripció que apareix a la façana (1669). En depenen la capella de Sant Pau apòstol i l'antiga parròquia de la Bleda.
És un edifici d'una sola nau, amb volta de creueria de sis arcs sobre mènsules i clau de volta a la capçalera. La volta de la nau és d'aresta. Els capitells presenten decoració escultòrica. El portal és allindat, amb columnes i frontó, i decoració figurativa a la part superior. El campanar és de base quadrada, amb finestres i coberta de pavelló.
La pica baptismal té forma de copa. Actualment no es conserva el peu que deuria sostenir el vas de la pica i que acabaria de donar-li l'esmentada forma. El vas està dividit en dos parts: la superior de parets bastant convexes i la part inferior de parets còncaves i decoració agallonada. Té el brocal pla bastant escrostonat. A tres cm de la boca hi ha un bordó de mitja canya seguit d'un petit ressalt. A continuació segueix una secció llisa d'una 20 cm ja un xic convexa que queda interrompuda per dos altres bordons un de molt petit ajuntat a un altre de 5 cm. En aquest punt s'inicia una zona de forta concavitat formada per 16 fragments agallonats rebuidats els quals arriben a la base del vas. A 3 cm del sòl hi ha un altre bordó d'uns 4 cm de gruix que parteix la superfície agallonada. Fou tallada d'un bloc de pedra calcària molt tova. Aquesta pica fou trobada penjada al fer unes obres per tal d'engrandir l'església per la banda de l'actual entrada essent utilitzada des d'aleshores com a jardinera en un racó de l'atri. L'any 1984 fou recuperada i dipositada a l'interior de l'església parroquial, entrant a mà esquerra, dins del petit recinte dedicat a baptisteri i tancat per una reixa.